# Evolução do PIB de Portugal
Esta é uma lista da evolução do PIB português, segundo fontes do Banco Mundial. Todos os valores apresentados estão em dólar americano.
| Ano  | Valor do PIB $ USD | Crescim. relativ ano anterior | Obs.                                                                                             |
| ---- | ------------------ | ----------------------------- | ------------------------------------------------------------------------------------------------ |
| 1960 | 3.193.200.404      | -                             | Presidente da República de Portugal, Américo Thomaz (9 de Agosto de 1958 - 25 de Abril de 1974). |
| 1961 | 3.417.516.639      | 7%                            | II República: Estado Novo (1933-1968), António de Oliveira Salazar.                              |
| 1962 | 3.668.222.357      | 7%                            |                                                                                                  |
| 1963 | 3.905.734.459      | 6%                            |                                                                                                  |
| 1964 | 4.235.608.177      | 8%                            |                                                                                                  |
| 1965 | 4.687.464.054      | 10%                           |                                                                                                  |
| 1966 | 5.135.387.845      | 9%                            |                                                                                                  |
| 1967 | 5.740.241.165      | 11%                           |                                                                                                  |
| 1968 | 6.354.262.628      | 10%                           | II República: Estado Novo (27 de setembro de 1968 - 25 de abril de 1974), Marcello Caetano.      |
| 1969 | 6.969.025.825      | 10%                           |                                                                                                  |
| 1970 | 8.000.069.694      | 14%                           |                                                                                                  |
| 1971 | 9.078.855.772      | 13%                           |                                                                                                  |
| 1972 | 11.089.185.258     | 22%                           |                                                                                                  |
| 1973 | 14.889.256.135     | 34%                           |                                                                                                  |
| 1974 | 17.278.769.929     | 16%                           | III República: I Governo Provisório de Portugal a 16 de maio de 1974, Adelino da Palma Carlos.   |
| 1975 | 19.089.508.303     | 10%                           | V Governo Provisório de Portugal a 8 de agosto de 1975, Vasco Gonçalves.                         |
| 1976 | 20.061.590.258     | 5%                            | I Governo Constitucional de Portugal a 23 de setembro de 1976, Mário Soares.                     |
| 1977 | 21.153.518.115     | 5%                            | Presidente da República de Portugal Ramalho Eanes (1976 - 1986).                                 |
| 1978 | 23.174.283.933     | 9%                            | IV Governo Constitucional de Portugal a 22 de novembro de 1978, Carlos Alberto da Mota Pinto.    |
| 1979 | 26.267.665.841     | 13%                           | V Governo Constitucional de Portugal a 1 de agosto de 1979, Maria de Lurdes Pintasilgo.          |
| 1980 | 32.457.675.862     | 23%                           | VI Governo Constitucional de Portugal a 3 de janeiro de 1980, Francisco Sá Carneiro.             |
| 1981 | 31.550.693.220     | -3%                           | VII Governo Constitucional de Portugal a 9 de janeiro de 1981, Francisco Pinto Balsemão.         |
| 1982 | 30.120.508.850     | -5%                           | VIII Governo Constitucional de Portugal a 4 de setembro de 1981, Francisco Pinto Balsemão.       |
| 1983 | 26.876.268.902     | -11%                          | IX Governo Constitucional de Portugal a 9 de junho de 1983, Mário Soares.                        |
| 1984 | 24.881.557.289     | -8%                           |                                                                                                  |
| 1985 | 26.754.077.446     | 8%                            | X Governo Constitucional de Portugal a 6 de novembro de 1985, Aníbal Cavaco Silva.               |
| 1986 | 38.229.024.650     | 43%                           | Presidente da República de Portugal, Mário Soares (1986 - 1996).                                 |
| 1987 | 47.540.156.277     | 24%                           | XI Governo Constitucional de Portugal a 17 de agosto de 1987, Aníbal Cavaco Silva.               |
| 1988 | 55.595.568.640     | 17%                           |                                                                                                  |
| 1989 | 59.785.756.351     | 8%                            |                                                                                                  |
| 1990 | 77.663.802.714     | 30%                           |                                                                                                  |
| 1991 | 88.043.207.532     | 13%                           | XII Governo Constitucional de Portugal a 31 de outubro de 1991, Aníbal Cavaco Silva.             |
| 1992 | 106.156.800.911    | 21%                           |                                                                                                  |
| 1993 | 93.742.304.698     | -12%                          |                                                                                                  |
| 1994 | 98.358.776.510     | 5%                            |                                                                                                  |
| 1995 | 116.546.238.556    | 18%                           | XIII Governo Constitucional de Portugal a 28 de outubro de 1995, António Guterres.               |
| 1996 | 121.154.795.944    | 3%                            | Presidente da República de Portugal, Jorge Sampaio (1996 - 2006).                                |
| 1997 | 115.661.406.518    | -5%                           |                                                                                                  |
| 1998 | 122.858.971.504    | 6%                            |                                                                                                  |
| 1999 | 126.423.822.714    | 3%                            | XIV Governo Constitucional de Portugal a 25 de outubro de 1999, António Guterres.                |
| 2000 | 117.299.520.913    | -7%                           |                                                                                                  |
| 2001 | 120.332.080.536    | 3%                            |                                                                                                  |
| 2002 | 132.285.714.285    | 10%                           | XV Governo Constitucional de Portugal a 6 de abril de 2002, José Manuel Durão Barroso.           |
| 2003 | 161.931.941.309    | 22%                           |                                                                                                  |
| 2004 | 185.397.304.327    | 14%                           | XVI Governo Constitucional de Portugal a 17 de julho de 2004, Pedro Santana Lopes.               |
| 2005 | 191.847.858.528    | 3%                            | XVII Governo Constitucional de Portugal a 12 de março de 2005, José Sócrates.                    |
| 2006 | 201.790.398.436    | 5%                            | Presidente da República de Portugal, Aníbal Cavaco Silva (2006 - 2016).                          |
| 2007 | 231.741.573.802    | 14%                           |                                                                                                  |
| 2008 | 251.952.293.880    | 8%                            |                                                                                                  |
| 2009 | 234.083.821.055    | -7%                           | XVIII Governo Constitucional de Portugal a 26 de outubro de 2009, José Sócrates.                 |
| 2010 | 228.939.349.299    | -3%                           |                                                                                                  |
| 2011 | 237.888.302.256    | 4%                            | XIX Governo Constitucional de Portugal a 20 de junho de 2011, Pedro Passos Coelho.               |
| 2012 | 212.140.251.057    | -11%                          |                                                                                                  |
| 2013 | 220.022.146.704    | 4%                            |                                                                                                  |
| 2014 | 220.022.146.704    | 4%                            |                                                                                                  |
| 2015 | 198.923.000.000    | 1,6%                          | XXI Governo Constitucional de Portugal a 26 de novembro de 2015, António Costa.                  |
| 2016 | 206.430.000.000    | 3,7%                          | Presidente da República de Portugal, Marcelo Rebelo de Sousa (desde 2016).                       |
| 2017 | 221.360.000.000    | 7,2%                          |                                                                                                  |
| 2018 | 242.310.000.000    | 9,4%                          |                                                                                                  |
| 2019 | 239.990.000.000    | -0,9%                         | XXII Governo Constitucional de Portugal a 26 de outubro de 2019, António Costa.                  |
| 2020 | 229.030.000.000    | -4,5%                         |                                                                                                  |
| 2021 | 253.530.000.000    | 10,6%                         |                                                                                                  |
| 2022 | 255.020.000.000    | 0,5%                          | XXIII Governo Constitucional de Portugal a 30 de março de 2022, António Costa.                   |
| 2023 | 287.080.000.000    | 12,5%                         |                                                                                                  |
| 2024 | -                  |                               | XXIV Governo Constitucional de Portugal a 2 de abril de 2024, Luís Montenegro.                   |